# Narcissus villarvildensis
Narcissus villarvildensis là một loài thực vật có hoa trong họ Amaryllidaceae. Loài này được (Diaz & Fdez. Prieto) Rivas Mart. et al. mô tả khoa học đầu tiên năm 1984.